# Tomasz Neuman
Tomasz Neuman (Tomas Neumann) (Født:1951) er en polsk-svensk skuespiller.
Neuman studerede ved Statens Teaterhøjskole i Warszawa indtil 1974. Efter studierne, i perioden 1974 – 1975, var han engageret ved Teater Rozmaitosci i Warszawa. I 1975 emigrerede han til Sverige, hvor han hovedsagligt har arbejdet med teaterundervisning, siden 2002 med hans egen skole kaldet Stockholms Elementära Teaterskola.

## Filmografi
- 2004 – "Orka! Orka!" (TV-Serie. Afsnit 1.6 samt 1.11)
- 2002 – Lilja 4-ever
- 1975 – "Kazimierz Wielki" (Casimir the Great)
- 1975 – "Dyrektorzy"
- 1974 – "S. O. S."-Jan Paźnik
- 1974 – "Zapis zbrodni" (Criminal Records)